# Liniero (fútbol americano)

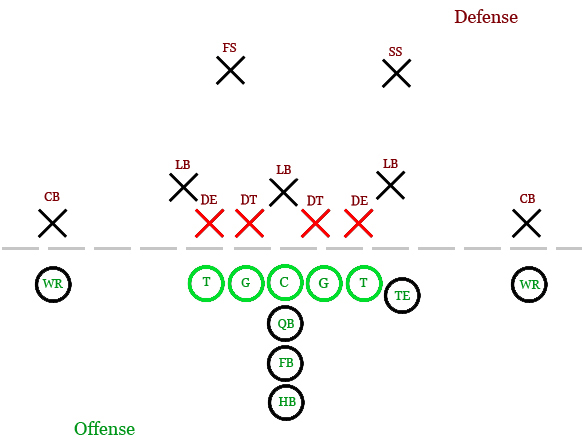
Un diagrama de la colocación de los linieros, con los linieros defensivos en una "formación 4-3" en color rojo y los linieros ofensivos en "formación I" en color verde.

Liniero (en inglés, lineman) es una posición en el fútbol americano. Usualmente son los jugadores ubicados en el frente de cada jugada durante el partido tanto del lado ofensivo como del defensivo. Por regla, siempre debe haber al menos cinco linieros ofensivos, sin incluir a los tight ends, que siempre están ubicados en la línea. El número de linieros defensivos puede variar de dos a cinco sobre la línea.
Los linieros normalmente son los jugadores de mayor tamaño en el campo de juego, tanto en estatura como en peso.  El tamaño físico de los linieros es necesario para proteger a los jugadores del backfield, o para empujar a la línea opositora.
Sin una fuerte línea ofensiva, no es posible abrir carriles para un efectivo juego terrestre.  Al igual, sin una fuerte línea ofensiva que proteja de manera efectiva al backfield, el quarterback no tendrá el tiempo suficiente para desarrollar jugadas por pase en campo abierto. Al contrario, sin una poderosa línea defensiva para presionar al quarterback contrario, el equipo contrario logrará lanzar pases de manera más continua sin temor de ser tackleado y pueda perder yardas por tal acción.
Hay dos tipos de linieros: los linieros ofensivos y los linieros defensivos. 

## Linieros ofensivos
Los linieros ofensivos incluyen a toda la línea ofensiva, mientras que los linieros defensivos incluyen a toda la línea defensiva. Cuando se hace una comparación física de un liniero ofensivo y uno defensivo, normalmente el liniero ofensivo es de mayor tamaño y más fuerte. Los linieros defensivos son más rápidos y atléticos. 
También hay varios tipos de linieros. Son los tackles defensivos y los alas defensivos en el equipo defensivo; y el centro, los guardias, y los tackles ofensivos en el equipo ofensivo.
Los tight ends también son considerados como bloqueadores, pero también son receptores elegibles. 
Los tackles defensivos usualmente son los tackleadores más fuertes dentro de un equipo defensivo. Si no pueden superar a los jugadores que lo están bloqueando, tratan de hacerlo a un lado para que un linebacker pueda pasar y presionar al quarterback. Se alinean enfrente de los dos linieros ofensivos internos. 
Los alas defensivos normalmente son los más atléticos de todos los linieros defensivos. También tiene que ser lo suficientemente veloces para poder pasar a los bloqueadores al final de la línea y deben ser capaces de presionar al quarterback. Los alas defensivos se alinean en frente de los dos linieros defensivos externos. 
El centro está obviamente alineado en la parte media de una línea ofensiva. Es responsable por dos cosas. La primera es comenzar todas las jugadas al entregarle el balón al quarterback. En jugadas normales el quarterback se pone de pie detrás de él y le entrega e balón a su señal. en jugadas de formación shotgun, el quarterback se alinea algunas yatdas detrás del centro le lanza el balón poe en medio de las piernas. La segunda, es realizar bloqueos para el quarterback. El centro debe ser un jugador considerablemente fuerte y grande ya que en ciertas formaciones defensivas se alineado cara a cara con el nose tackle, el jugador defensivo más poderoso de un equipo. 
Los guardias son linieros ofensivos que son colocados en cualquier lado del centro. Normalmente en formaciones 4-3 son alineados con los tackles defensivos, y deben ser capaces de bloquearlos para evitar que puedan alcanzar al quarterback en situaciones de pase y también de evitar que puedan tacklear a los running backs en jugadas por tierra. A veces es necesario que bloqueen a un linebacker en jugadas por tierra con un poderoso bloqueo llamado pancake, donde se intenta derribar al linebacker para prevenir que pueda alcanzar a un running back. 
Los tackles son colocados a las orillas de la línea ofensiva. Normalmente son los jugadores más grandes en un equipo ofensivo porque deben bloquear a mucha gente al mismo tiempo. Deben evitar que los alas defensivos y los linebackers exteriores presionem al quarterback en un ajugada llamada blitz. Debido a este trabajo tan agotador, son de los jugadores mejor pagados en un equipo. 
Los linieros tienen trabajos muy duros dentro de un campo de fútbol americano, pero los jugadores realmente buenos tienen la fortaleza y la determinación para hacer bien su trabajo dentro de sus asignaciones en un sistema de juego.

## Linieros defensivos

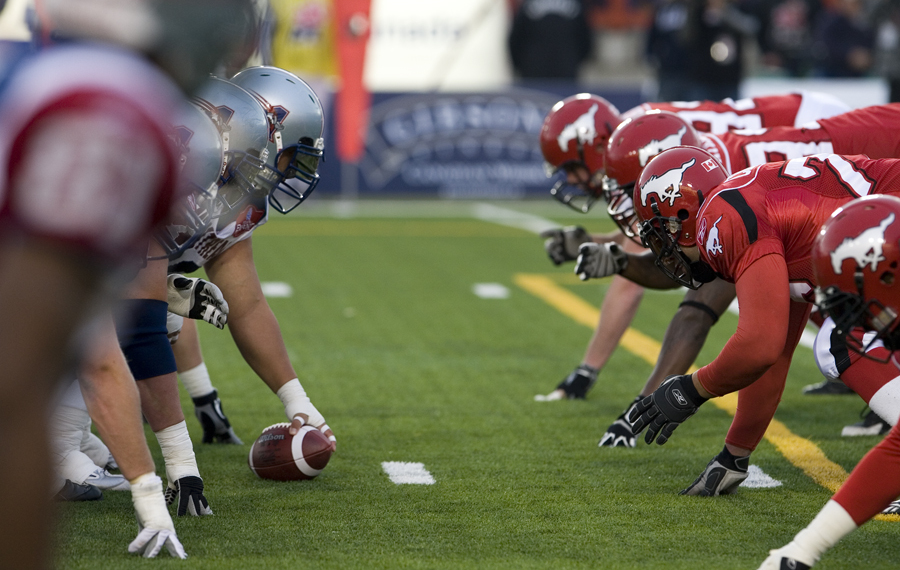
La línea defensiva de Calgary.

Los linieros defensivos solo tienen dos asignaciones: "capturar" al quarterback y tacklear a los corredores para que pierdan yardas.
Los linieros defensivos no solo pueden ir tras un QB o del RB también tienen la asignación de acomodar a los LB mediante los llamados que salen de la formación ofensiva.
También llamados DL su misión es cerrar los carriles que los OL (linieros ofensivos) intentan abrir para que los RB (corredores) produzcan yardas o anotaciones
la línea defensiva se puede colocar desde una formación DIME con solo 2 tackles defensivos NG(nose guard) y el DT(defensive tackle) o en una formación 3-4 en la que hay 1 NG y 2 DE(defensive ends) en la cual la función es obligar al QB a correr hacia los extremos o al RB a correr al lado interno de la línea o la formación 4-3 en la que es una formación contra la corrida principalmente y contra el pase también es muy efectiva en esta formación hay 2 DT y 2 DE
La línea defensiva es la parte vital de cualquier defensa por su ardua labor|